# Wedge Tomb von Altar

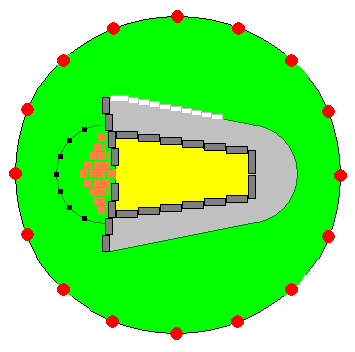
Schema Wedge Tomb

Die Ausgrabung des Wedge Tomb von Altar (irisch Tuama Dingeach na hAltóra) im County Cork in Irland wurde im Jahre 1989 von William O’Brien und Madeline Duggan durchgeführt. Die Anlage liegt leicht zugänglich auf der Mizen-Halbinsel, an der Südseite der Straße R591 von Schull nach Goleen, nahe der Toormoor Bay. Sie ist eines von vielen auf der Mizen-Halbinsel. Es ist ein irisches National Monument. Wedge Tombs (deutsch „Keilgräber“), früher auch „wedge-shaped gallery grave“ genannt, sind doppelwandige, ganglose, mehrheitlich ungegliederte Megalithbauten der späten Jungsteinzeit und der frühen Bronzezeit.

## Beschreibung
Das restaurierte Denkmal besteht aus einer 3,5 m langen Galerie mit drei Tragsteinen in der südlichen und einem in der 2,0 bis 1,5 m entfernten nördlichen Wand, die heute sämtlich schräg stehen. Die halbwegs in situ befindliche Deckenplatte misst etwa 2,7 × 2,3 m. Die zweite verlagerte misst etwa 2,6 × 2,5 m. Dieses Wedge Tomb ist trotz seiner Konstruktion aus sehr dünnen lokalen Sandsteinplatten außergewöhnlich robust. Es wurde am Ende des Neolithikums – am Beginn der Bronzezeit errichtet, um 2.500 v. Chr. Der Ort vorzeitlicher ritueller Praktiken wurde im 18. Jahrhundert als Mass Rock verwendet.

## Funde
Bei der Ausgrabung konnte die Position für den nicht mehr vorhandenen Endstein und den niedrigen Stein am Eingang, durch Keilsteine im Boden, ermittelt werden. Am östlichen Rand der Kammer wurde eine Grube mit Resten von Fischknochen, Napfschnecken und Muscheln gefunden. Eine kleine Fläche im westlichen Teil barg eingeäscherte menschliche Knochen. Außerhalb der Kammer wurde Feuerstein, darunter auch Schaber gefunden.

## In der Nähe
In der Nähe befinden sich die Wedge Tombs von Arduslough, Kilbronogue und Toormore, das Portal Tomb von Arderawinny sowie die Boulder Burials von Dunmanus East, Lisheen und Coorydarrigan, sowie der Menhir von Cooradarrigan.